# John C. Turner
John Charles Turner (* 7. September 1947 in South London, Vereinigtes Königreich; † 24. Juli 2011) war ein britischer Sozialpsychologe. Er ist für seine Beiträge bei der Erforschung der Sozialen Identität bekannt. Zwei Theorien, die zu diesem Feld gehören und von Turner und Kollegen entwickelt wurden, sind die Theorie der sozialen Identität, die in Kollaboration mit seinem Doktorvater Henri Tajfel entstand, und die Selbstkategorisierungstheorie.

## Akademischer Werdegang
Turner wuchs in Südlondon auf und studierte an der University of Sussex Psychologie. Nach Abschluss des Studiums wechselte er für seinen Ph.D. an die University of Bristol, um unter der Betreuung von Henri Tajfel seinen Doktortitel zu machen.
Nach Erwerb seines Doktortitels 1974 nahm Turner eine Dozentur an der sozialpsychologischen Fakultät der University of Bristol an. 1983 wanderte er nach einem Jahr am Institute for Advanced Study in Princeton nach Australien aus. Dort war er zuerst an der Macquarie University in Sydney beschäftigt, bevor er für eine Professur 1990 zur Australian National University in Canberra wechselte. An dieser lehrte er, bis er 2008 in den Ruhestand trat. Während seiner Zeit als Professor gründete Turner sein Labor für experimentelle Sozialpsychologie. Ebenfalls während dieser Zeit entstanden viele seiner bekanntesten Arbeiten.

## Beitrag zur Psychologie
Turner beschäftigte sich in seiner Arbeit hauptsächlich mit den psychosozialen Prozessen innerhalb von Gruppen sowie zwischen den Gruppenmitgliedern.
Durch seine Arbeit an einer integrierten Theorie, welche den Einfluss von Selbstdefinition eines Individuum als Gruppenmitglied auf den sozialen Einfluss dieser Gruppe abbildet, vermittelt Turner die Wichtigkeit der sozialen Identität.
Die Theorie der sozialen Identität bezieht sich auf die Beziehungen und Konflikte zwischen Gruppen, während die Selbstkategorisierungstheorie eher allgemeinere Themen des Selbst und der Gruppe veranschaulicht. Beide Theorien kommen bei einer Bandbreite von Themen der Sozialpsychologie zum Zug (beispielsweise bei Stereotypen). Turners Theorien und Forschung haben sowohl in Europa, wie auch weltweit ein bleibendes Vermächtnis innerhalb der Sozialpsychologie geschaffen.